# Roeboides bouchellei
Roeboides bouchellei är en fiskart som beskrevs av Fowler 1923. Roeboides bouchellei ingår i släktet Roeboides och familjen Characidae. Inga underarter finns listade i Catalogue of Life.